# Апраксино (Псковська область)
Апраксино (рос. Апраксино) — присілок в Дновському районі Псковської області Російської Федерації.
Населення становить 6 осіб. Входить до складу муніципального утворення Вискодська волость.

## Історія
Від 2015 року входить до складу муніципального утворення Вискодська волость.

## Населення
| 2001 | 2002 | 2010 |
| ---- | ---- | ---- |
| 21   | ↘15  | ↘6   |